# (833) Monica
(833) Monica es un asteroide perteneciente al cinturón de asteroides descubierto el 20 de septiembre de 1916 por Maximilian Franz Wolf desde el observatorio de Heidelberg-Königstuhl, Alemania.
Se desconoce la razón del nombre.
Monica forma parte de la familia asteroidal de Eos.